# Cosmoconus dlabolai
Cosmoconus dlabolai är en stekelart som beskrevs av Sedivy 1971. Cosmoconus dlabolai ingår i släktet Cosmoconus och familjen brokparasitsteklar. Inga underarter finns listade i Catalogue of Life.